# Patagonotothen jordani
Patagonotothen jordani is een straalvinnige vissensoort uit de familie van ijskabeljauwen (Nototheniidae). De wetenschappelijke naam van de soort is voor het eerst geldig gepubliceerd in 1916 door Thompson.